# Słuchajcie uważnie
Słuchajcie uważnie (org. The Secrets of Jonathan Sperry) – amerykański film dramatyczny z 2008 roku. W Polsce emitowany przez telewizję Trwam.

## Treść
Rok 1970. Trzech dwunastoletnich chłopców Dustin, Alfred i Mark mają właśnie wakacje. Zaprzyjaźniają się z 75-letnim Jonathanem Sperry, który odznacza się żarliwą religijnością. Mężczyzna staje się mentorem chłopców przekazującym im Słowo Boże oraz uczącym chrześcijańskiego miłosierdzia i dobroci.

## Główne role
- Gavin MacLeod – Jonathan Sperry
- Jansen Panettiere – Dustin
- Robert Guillaume – pan Barnes
- Frankie Ryan Manriquez – Albert
- Allen Isaacson – Mark
- Bailey Garno – Tanya
- Taylor Boggan – Nick
- Mary Jean Bentley – mama Dustina